# Marten van Valckenborch

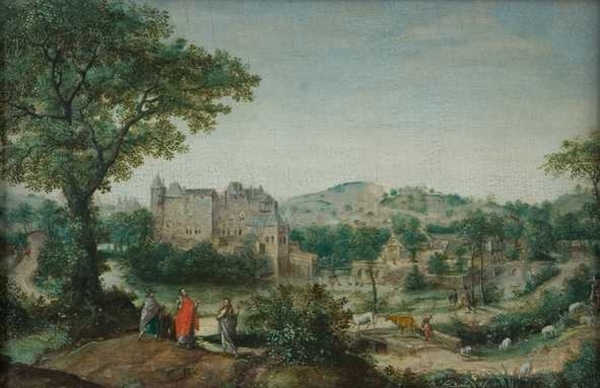
Paisaje con la aparición en el camino de Emaús, Ámsterdam, Rijksmuseum.

Marten van Valckenborch (Lovaina, 1534-Fráncfort del Meno, 1612) fue un pintor renacentista flamenco, seguidor de Brueghel y especializado en la pintura de paisaje.

## Biografía
Según Karel van Mander se formó como pintor en Malinas, que era conocida como centro de la pintura al óleo y especialmente de la pintura de paisaje. De religión protestante, con ocasión de la Beeldenstorm, o furia iconoclasta extendida por los Países Bajos en el verano de 1566, abandonó la ciudad con su hermano Lucas y viajó a Lieja y Aquisgrán siguiendo el curso del río Mosa, pintando las vistas del valle. Con la rebelión de Guillermo el Taciturno retornó a los Países Bajos, donde se dedicó a la pintura de pequeñas obras de fácil venta. Más adelante se trasladó a Fráncfort del Meno, donde tuvo dos hijos que se dedicarían también a la pintura: Frederik (1566-1623) y Gillis (1570-1622).
Documentalmente aparece registrado en Malinas entre 1559 y 1563, en Amberes en 1565, Aquisgrán en 1566 y 1573; de nuevo en Amberes en 1584 y 1585, y por fin en Fráncfort del Meno de 1586 hasta su muerte en 1612.